# Albuca karasbergensis
Albuca karasbergensis là một loài thực vật có hoa trong họ Măng tây. Loài này được Glover mô tả khoa học đầu tiên năm 1915.